# Kraljevina Ugarska
Ugarska je naziv u hrvatskoj historiografiji za višenarodnu državu Mađara, Slovaka, Hrvata, Srba, Rumunja i Ukrajinaca u Panonskoj nizini. S tom državom Hrvatska je nakon 1102. bila u personalnoj uniji. Ovaj naziv ponekad uključuje sve zemlje Krune sv. Stjepana, a ponekad se u njega uključuju hrvatski krajevi, pa se govori o Ugarsko-Hrvatskomu Kraljevstvu. Ovo zajedničko i višenarodno kraljevstvo u srednjovjekovnom nazivlju nazivalo se i Archiregnum Hungaricum (Ugarsko Nadkraljevstvo). Poslije I. svjetskoga rata, odlukom savezničkih sila (Trijanonski mir 1920.) na jednom dijelu nekadašnje Ugarske utemeljena je nacionalna država Mađara – Mađarska.

## Povijest
Stvaranje mađarske države na prostoru Panonske nizine povezano je uz povijesni trenutak doseljenja mađarskih nomadsko-stočarskih plemena iz šire ugro-finske skupine naroda potkraj 9. stoljeća u međurječje Dunava i Tise. Potisnuti od Pečenega, Mađari su između 895. i 900. bili prisiljeni provaliti u Panoniju na čelu s Árpádom, utemeljiteljem dinastije Arpadovića. Dolazak i trajno nastanjenje Mađara na prostor Panonske nizine imalo je dalekosežne posljedice za političku i državnu povijest srednje Europe, prije svega zbog činjenice da su, ustrojivši snažno ranosrednjovjekovno kraljevstvo, spriječili širenje Svetoga Rimskog Carstva na istok, dok su s druge strane trajno razjedinili jedinstveni slavenski etnos (prije svega sjeverozapadne i jugoistočne Slavene), te pojedine slavenske države za duže vrijeme uključili u zajedničko kraljevstvo kojim su vladali Mađari. Tijekom prve polovice 10. stoljeća Mađari su nastavili s uobičajenim načinom života nomadskih naroda neprestano vodeći pljačkaške ratove na teritorije susjednih zemalja. Tako su godine 906. uništili Veliku Moravsku. Ali, nakon što ih je njemačka vojska, predvođena carem Otonom I., porazila kraj Augsburga (10. kolovoza 955.), Mađari su bili prisiljeni u potpunosti prekinuti s dotadašnjim ratovanjima. Istodobno sa spomenutim ratničkim stilom života, Mađari su od stanovništva koje su ovdje zatekli, prije svega Slavena, naučili osnove poljoprivrene djelatnosti. Odlučan korak u stabiliziranju Mađara na području Panonske nizine bio je postignut prelaskom Mađara na kršćanstvo. U tom je smislu od najvećeg značenja bio njemački pritisak na mađarskoga vladara Gejzu (972. – 997.). Njegovim pokrštenjem 974. došlo je i do masovna i razmjerno brza prelaska cjelokupnog mađarskog stanovništva na kršćanstvo.
- Sedam plemenskih vođa na čelu s Arpadom, koji su vodili doseljenje Mađara
- Europa oko 900. godine

### Srednjovjekovno kraljevstvo (1000. – 1526.)
Gejzin sin Stjepan I. (997. – 1038.), nakon što je ugušio pobunu plemenskih starješina i učvrstio kraljevski autoritet, bio je 1000. godine okrunjen za prvoga mađarskog kralja. Zakonom o obveznom plaćanju crkvene desetine Stjepan je stekao jak oslonac u crkvenim krugovima. U vrijeme Kolomana Arpadovića (1095. – 1116.) sklopljena je personalna unija između Ugarske i Hrvatske. Godine 1102. u Biogradu na Moru Koloman je okrunjen za kralja Hrvatske i Dalmacije. Tijekom druge polovice 11. stoljeća u Ugarskoj je ponovno došlo do unutrašnjih nemira izazvanih upletanjem Svetoga Rimskog Carstva i Bizantskog Carstva na unutarnjopolitičke prilike u Ugarskoj. U međusobnim sukobima pretendenti na kraljevsko prijestolje nastojali su pridobiti magnate, što je dovodilo do jačanja vlastele i slabljenja središnje kraljevske vlasti. U cilju slabljenja ugarskih magnata pojedini su se kraljevi počeli oslanjati na srednje plemstvo, što je osobito došlo do izražaja za vladavine kralja Andrije II. (1205. – 1235.), koji je bio prisiljen ovom staležu priznati privilegije u dokumentu poznatom kao Zlatna bula (1222.). Tom ispravom ograničena je vlast vladara u korist nižega plemstva, koje se počelo staleški organizirati. Osim sređivanja unutrašnjih poteškoća, Andrija II. sudjelovao je u križarskim vojnama u Bosni protiv bosanskih krstjana te u Svetoj zemlji protiv Arapa. Osobito važan trenutak za opstojnost države dogodio se tijekom vladavine Bele IV. (1235. – 1270.), kada su Ugarsko-hrvatsko kraljevstvo napali Mongoli. Konac 13. stoljeća, osobito nakon smrti posljednjeg vladara iz dinastije Arpadovića, Andrije III. (1290. – 1301.), obilježila je feudalna anarhija pri čemu su se pojedini magnati nastojali nametnuti kao kraljevi. 
- Prvi ugarski kralj Stjepan I. Sveti, portret iz 1031.
- Poljubac mira hrvatskih velmoža kralju Kolomanu 1102., Oton Iveković
- Kraljevina Ugarska, u personalnoj uniji s Kraljevinom Hrvatskom
- Zlatna bula iz 1222.

Napokon, 1308. na kraljevsko je prijestolje, ponajprije zahvaljujući pomoći pape, Firence, Venecije i knezova Bribirskih, stupio Karlo Robert iz dinastije Anžuvinaca (1310. – 1342.). Karlo je započeo opsežnu reformu vlasti u državi. Godine 1312. napokon je slomio pobunu ugarskih magnata i započeo s poticanjem urbanog života, osobito gradske privrede, obrta i trgovine. Karlov sin, Ludovik I. Anžuvinac (1342. – 1382.), uspio je učvrstiti kraljevsku vlast u hrvatskim zemljama (od rijeke Mure i Drave do Jadranskoga mora), a u cilju ujedinjenja Ugarsko-hrvatsko s Napuljskim Kraljevstvom. Poslije Ludovikove smrti u Ugarskoj je zavladala anarhija koja je dokinuta dolaskom kralja Sigismunda na vlast (1387. – 1437.). Glavno je obilježje njegove vladavine pojava nova i snažna vojno-političkog čimbenika na prostoru Balkana i srednje Europe, Osmanskog Carstva. Iako je Sigismund na početku vladavine pokušao organizirati opći kršćanski savez protiv Osmanlija, pa je u tom cilju organizirao vojsku koja se kraj Nikopolja 1396. sukobila s Osmanlijama, nakon poraza koji je tamo doživio više se nije osvrtao na osmansku prijetnju nego se u cijelosti posvetio dinastičkim sukobima oko njemačke i češke krune te ratovima s češkim husitima. 
- Kraljevina Ugarska, 1300.
- Ludovik I. Anžuvinac ulazi u Zadar, škrinja sv. Šimuna.
- Kralj Sigismund
- Nikopoljska bitka

Nakon Sigismundove smrti u Ugarskoj je ponovno došlo do feudalne anarhije, pa su u pojedinim pokrajinama samovoljno vladali ugarski velikaši. Među njima se osobito isticao erdeljski vojvoda János (Ivan) Hunyadi koji je, nakon smrti maloljetnoga Ladislava V. Postuma (1445. – 1457.), uspio za ugarsko-hrvatskog kralja postaviti svojega sina Matiju Korvina (1458. – 1490.) koji se oslanjao na srednje i niže plemstvo, te svećenstvo i građane. Nakon što je proveo uspješnu poreznu reformu i time organizirao plaćeničku vojsku, Matija je uspješno branio kraljevstvo od osmanskih napada. Matiju je naslijedio češki kralj Vladislav II. Jagelović (1490. – 1516.). Bio je nesposoban kako u vođenju samostalne unutrašnje politike, gdje su sve tekovine kralja Matije bile dokinute, tako i na vanjskom planu pa su Osmanlije tijekom njegove vladavine u potpunosti nadvladali kraljeve vojničke postrojbe i vojske zavađenih ugarskih magnata. Državu je osobito nagrizla velika seljačka buna na čelu s Dózsom (1514.), koja je ugušena uz krvoproliće. Konačnu propast srednjovj. ug. država doživljava u vrijeme kralja Ludovika II. Jagelovića (1516. – 1526.). Kada je 1526. na Ugarsku krenula velika osmananska vojska na čelu sa sultanom Sulejmanom I., njima se suprotstavila slaba kraljevska vojska koja je u kolovozu 1526. strahovito poražena na Mohačkom polju. Velikim dijelom Ugarske zavladali su Osmanlije.
- Janko Hunjadi, 1488.
- Matija Korvin, 1488.
- Grb Matije Korvina
- Mohačka bitka

### Pod vlašću Habsburgovaca (1526. – 1848.)
Potkraj 1526. na saboru u Stolnom Biogradu veći dio ugarskih staleža izabrao je za kralja Ivana Zapolju, a na saboru u Požunu manjina ugarskog plemstva u prosincu 1526. izabrala je austrijskog nadvojvodu Ferdinanda Habsburškog. Isto je 1527. učinilo i hrvatsko plemstvo na saboru u Cetingradu. Prema ugovoru iz 1538., Ferdinand je 1540., nakon Zapoljine smrti, u cijelosti zavladao onim što je preostalo od Ugarskog Kraljevstva. Osim postojanog osmanskog pritiska, Ugarska je tijekom cijelog 16. i 17. stoljeća bila vjerski podijeljena. Većina ugarskog plemstva nakon 1526. prihvatila je protestantizam iskoristivši preobraćenje u svrhu preotimanja katoličkih crkvenih dobara. Gradsko stanovništvo slijedilo je primjer plemstva te u većini prihvatilo protestantizam. To je dovelo do sukoba između ugarskog plemstva i dinastije Habsburgovaca koja je postala jedan od najjačih branitelja katolicizma. 
Provođenje protureformacije izazvalo je dvije pobune plemstva u Erdelju početkom 17. stoljeća. Tijekom istog stoljeća velik dio ugarskih magnata, potaknut propagandom koju je provodio Péter Pázmány, vratio se na katolicizam. U cilju povećanja prihoda carske blagajne u Beču, u prvom redu zbog ratova koje je u 17. stoljeću vodila monarhija, središnje bečke vlasti uvele su velike carine na ugarsku trgovinu i monopolizirale unutrašnju i vanjsku trgovinu stokom. Stoga su ugarski velikaši počeli stoku izvoziti najprije preko Zadra, a potom preko luke Zrinskih, Bakra. Habsburgovci su u potpunosti zapostavili obranu ugarskih i hrvatskih zemalja od osmanskih vojnih pritiska što je dovelo do otpora ugarskih i hrvatskih velikaša 1660-ih godina na čelu s Nikolom Zrinskim, a nakon njegove smrti (1664.) s Petrom Zrinskim. Vojne sukobe između središnje bečke vlasti i ugarskih velikaša nastojali su iskoristiti Osmanlije, pa su 1683. organizirali golemu vojsku s ciljem osvajanja Beča. Time je započeo tzv. Veliki rat za oslobođenje ili Veliki bečki rat koji je trajao do 1699. 
- Ugarski i hrvatski kralj Ferdinand Habsburški
- Obrambene kapetanije u Ugarskoj i Hrvatskoj
- Kraljevina Ugarska (modro) 1683.
- Bitka kod Bude 1686.

U siječnju 1699. potpisan je mir u Srijemskim Karlovcima. Predstavnici država sudionica u ratu (Habsburška Monarhija, Osmansko Carstvo, Mletačka Republika, Poljska i Rusija) ugovorili su mir, uglavnom prema načelu – što tko posjeduje, neka mu i ostane (uti possidetis, ita possideatis). Budući da su tijekom ratovanja Osmanlije bili potisnuti iz Ugarske, Erdelja (koji je pripojen Ugarskoj), Slavonije, Srijema, Like i Krbave, odredbama mira granica Osmanskog Carstva povučena je na Savu i Unu. Ugarski su velikaši 1703. podigli ustanak na čelu s Ferencom II. Rákóczyjem. Ustanak je završio 1711. potpisivanjem Szatmárskog mira, nepovoljnog po Mađare. Uslijedilo je osnivanje Ugarskoga namjesničkog vijeća kao vrhovne pravne institucije u Ugarskoj, čime je Ugarski sabor izgubio na važnosti. Time je u monarhiji napokon trijumfirala politika centralizacije i apsolutizma. Godine 1716. izbio je novi rat protiv Osmanskog Carstva, a do 1718. oslobođena je cijela Ugarska. Pokušaji kralja Karla III. i kraljice Marije Terezije tijekom 18. stoljeća da ugarsko plemstvo podloži poreznim obvezama bili su neuspješni, jer je ugarsko plemstvo uvjetovalo vojnu pomoć monarhiji u ratu neoporezivanjem plemstva. Reforme koje je 1780-ih proveo kralj Josip II. imale su jako obilježje centralizma i germanizacije, pa ih je u cijelosti odbacilo ugarsko plemstvo. U razdoblju od 1792. do 1848, za vladanja Franje I. i Ferdinanda V., u Ugarskoj je kao i u ostalim dijelovima monarhije, velikim dijelom zbog odjeka Francuske revolucije, došlo do potpune restauracije feudalnog sustava.
- Karlovački mir
- Franjo II. Rakoczy
- Szatmárski mir
- Monarhija, 1750.

### Revolucija i Austro-Ugarska (1848. – 1918.)
Od početka 19. stoljeća nositelj mađarskoga nacionalnog pokreta postalo je, za razliku od 17. i 18. stoljeća kada su nositelji ugarske nacionalne ideje bili magnati, srednje plemstvo na čelu s Lajosem Kossuthom (1802. – 1894.). Tijekom  takozvane Ožujske revolucije (1848. – 1849.) sastavljena je prva neovisna mađarska vlada koju, zbog politike centralizacije i mađarizacije, nisu podržali nemađarski narodi, osobito Hrvati, ali i Slovaci, Ukrajinci, Srbi i Rumunji. U travnju 1848. Ugarski sabor oduzeo je Habsburgovcima pravo na ugarsko prijestolje, ali u tome nije naišao na potporu velikaša i vojske. Od rujna 1848. mađarsku revolucionarnu vojsku pritisnule su s juga hrvatske postrojbe pod vodstvom bana Josipa Jelačića. No, usprkos nizu sjajnih pobjeda nad carskim postrojbama, mađarski su revolucionari konačno poraženi 13. kolovoza 1849. kraj Világosa, gdje je mađarsku vojsku potukla austro-ruska vojska. 
Nakon poraza monarhije u austro-pruskom ratu (1866.), carstvo je Austro-Ugarskom nagodbom (20. veljače 1867.) podijeljeno na dvije ravnopravne zajednice. Monarhija je dobila naziv Austro-Ugarska, a na čelu joj je bila dinastija Habsburgovaca. Kraljevstvo Hrvatske i Slavonije, hrvatske zemlje pod vlašću Hrvatskoga sabora i bana, ozakonjeno je Hrvatsko-ugarskom nagodbom (1868.), ali se službeno i dalje sve do 1918. rabio naziv Trojedna Kraljevina Dalmacija, Hrvatska i Slavonija. U ugarskom dijelu monarhije svu je vlast imalo plemstvo, osobito magnati, o čemu svjedoči i činjenica da je 1880. samo 5,9% stanovništva imalo biračko pravo. Središnje vlasti u Budimpešti započele su provoditi snažnu mađarizaciju (u školama, javnim ustanovama, državnim poduzećima) na područjima koje su nastanjivali nemađarski narodi.
- Prosjvedi 15. ožujka 1848.
- Jelačićeva kampanja
- Veliki grb Ugarske
- Županije u Zemljama Krune sv. Stjepana

### Dvije republike (1918. – 1920.)
Kao posljedica poraza u I. svjetskom ratu, 1918. došlo je do raspada Austro-Ugarske Monarhije. U studenome iste godine proglašena je nezavisna republika Mađarska na čelu s liberalnim demokratima Mihálya Károlyia. Država je bila pod pritiskom pobjedničkih sila koje su prijetile oduzimanjem mađarskih teritorija, a na unutrašnjem planu Mađarska je bila iscrpljena stalnim seljačkim pobunama. Stoga su 21. ožujka 1919. vlast preuzeli komunisti i socijaldemokrati na čelu s Bélom Kunom te odmah proglasili Sovjetsku Republiku Mađarsku.
- Mađarska zastava
- Mihály Károlyi
- Béla Kun, vođa komunističke revolucije
- Sovjetska Republika Mađarska

### Horthyjeva Ugarska (1920. – 1946.)
Pod pritiskom velikih sila vlast je bila prisiljena odstupiti 1. kolovoza 1919., a vlast u državi je 3. kolovoza 1919. preuzeo admiral Miklós Horthy (1920. – 1944.). Dugotrajna Horthyjeva vladavina bila je obilježena diktaturom. U skladu s odredbama Trianonskoga ugovora, Mađarska je uglavnom svedena na svoje etničke, iako ne i povijesne granice. Potom je proglašena kraljevinom na čelu s regentom Horthyjem. Početkom II. svjetskoga rata, Horthy je podržavao nacionalsocijalizam, simpatizirao Hitlera i Mussolinija, pa je 13. siječnja 1939. Mađarska pristupila Trojnomu paktu. Ipak, potkraj rata Horthy se pokušao približiti saveznicima. Zbog toga je Hitler u ožujku 1944. donio odredbu o okupaciji Mađarske. Sovjetska je Crvena armija u travnju 1945., usprkos silovitu otporu snaga Trećega Reicha i horthyjevaca (osobito u Budimpešti), potukla Reichove vojne snage i istjerala ih iz Mađarske. Odredbama mira potpisana u Parizu 1947. Mađarska je dobila predratne granice. Na prvim poslijeratnim izborima u studenom 1945. većinu je dobila Stranka malih posjednika. Dana 1. lipnja 1946. Mađarska je proglašena republikom u kojoj su sve politički značajniju ulogu imali komunisti.
- Trianonski ugovor
- Miklós Horthy
- Mađarska, II. svj. rat
- Mađarska vojska u povlačenju.

## Vanjske poveznice
- Encyclopædia Britannica (1911.) – Ugarska (engl.)
- Katolička enciklopedija (1913.) – Ugarska (engl.)